# Davy (månekrater)
Davy er et nedslagskrater på Månen. Det befinder sig på den sydlige halvkugle på Månens forside i den østlige udkant af Mare Nubium og er opkaldt efter den britiske fysiker Humphry Davy (1778 – 1829).
Navnet blev officielt tildelt af den Internationale Astronomiske Union (IAU) i 1935.

## Omgivelser
Davykrateret ligger hen over de lavaoversvømmede rester af satellitkrateret "Davy Y" mod øst, et krater som indeholder kraterkædene Catena Davy. Sydøst for Davy ligger det fremtrædende Alphonsuskrater.

## Karakteristika
Davys ydre rand er lav, og dets indre er blevet delvis dækket af en ny overflade. Omkredsen er af noget polygonal form, hvilket særligt ses i den vestlige halvdel, og over den sydøstlige rand ligger krateret "Davy A". Dette sidstnævnte er skålformet med en indskæring i den nordlige rand. Davys indre har ingen central top, omend der er nogle lave, centrale volde, og randen af "Davy Y" danner en lav højderyg, som fører væk fra den nordlige ydre rand.

## Catena Davy
Catena Davy er en række på 23 små kratere, som begynder ved midtpunktet af "Davy Y" og strækker sig i retning af det bjergomgivne bassin Ptolemaeus, idet den følger en let buet kurs mod øst-nordøst. Dens selenografiske koordinater er 11,0° S, 7,0° V, og buens diameter er på 50 km.
Kraterrækken menes ikke at være opstået ved sekundære nedslag, for den ligger ikke radialt i forhold til noget passende, oprindeligt krater. Den mest sandsynlige årsag til rækken er et enkelt legeme, som ramte Månen, men blev revet i stykker af tidevandskræfter før nedslaget. Billeder i høj opløsning har vist, at kraterne dannedes omkring samme tidspunkt, eftersom udkastningerne fra hvert af dem ikke ligger over de nærliggende kratere i rækken. Nogle videnskabsmænd mener dog, at denne kraterkæde er af vulkansk oprindelse.
I 1974 fik seks af kraterne "uofficielle" navne til brug for NASAs topophoto-kort 77D1S1(10). Disse navne, som er anført nedenfor, blev senere godkendt af IAU. Kraternes position i kæden ses ikke let, hvis der kun ses på deres koordinater, men de er godt identificeret på topophoto-kortet.
| Krater    | Koordinater                   | Diameter | Eponym                  |
| --------- | ----------------------------- | -------- | ----------------------- |
| Alan      | 10°54′S 6°06′V / 10.9°S 6.1°V | 2,0 km   | Irsk drengenavn         |
| Delia     | 10°54′S 6°06′V / 10.9°S 6.1°V | 2,0 km   | Græsk pigenavn          |
| Harold    | 10°54′S 6°00′V / 10.9°S 6.0°V | 2,0 km   | Skandinavisk drengenavn |
| Osman     | 11°00′S 6°12′V / 11.0°S 6.2°V | 2,0 km   | Tyrkisk drengenavn      |
| Priscilla | 10°54′S 6°12′V / 10.9°S 6.2°V | 1,8 km   | Latin pigenavn          |
| Susan     | 11°00′S 6°18′V / 11.0°S 6.3°V | 1,0 km   | Engelsk pigenavn        |

## Satellitkratere
De kratere, som kaldes satellitter, er små kratere beliggende i eller nær hovedkrateret. Deres dannelse er sædvanligvis sket uafhængigt af dette, men de får samme navn som hovedkrateret med tilføjelse af et stort bogstav. På kort over Månen er det en konvention at identificere dem ved at placere dette bogstav på den side af satellitkraterets midte, som ligger nærmest hovedkrateret. Davykrateret har følgende satellitkratere:
| Davy | Længde  | Bredde | Diameter |
| ---- | ------- | ------ | -------- |
| A    | 12,2° S | 7,7° V | 15 km    |
| B    | 10,8° S | 8,9° V | 7 km     |
| C    | 11,2° S | 7,0° V | 3 km     |
| G    | 10,4° S | 5,1° V | 16 km    |
| K    | 10,2° S | 9,5° V | 3 km     |
| U    | 12,9° S | 7,1° V | 3 km     |
| Y    | 11,0° S | 7,1° V | 70 km    |

## Måneatlas
- Billeder af Davykrateret i LPI-måneatlasset